# ГЕС Каносе 1, 2
ГЕС Каносе 1, 2 (鹿瀬発電所) – гідроелектростанція в Японії на острові Хонсю. Знаходячись між ГЕС Тойомі 1, 2 (вище по течії) та ГЕС Агегава, входить до складу каскаду на річці Агано, яка впадає до  Японського моря у місті Ніїгата.
В межах проекту річку перекрили бетонною гравітаційною греблею висотою 33 метра та довжиною 304 метра, яка потребувала 132 тис м3 матеріалу. Вона утримує водосховище з площею поверхні 1,63 км2 та об’ємом 16,5 млн м3 (корисний об’єм 2,3 млн м3).
Введений в експлуатацію у 1928 році перший машинний зал розташовується ліворуч від греблі. Первісно він був обладнаний шістьома турбінами типу Френсіс загальною потужністю 58,6 МВт, допоки в 2017-му не завершилась заміна обладнання. Тепер тут працюють дві турбіни типу Каплан загальною номінальною потужністю 54,2, які використовують напір у 22,5 метра.
В 1973 році праворуч від греблі став до ладу другий машинний зал з однією турбіною типу Каплан потужністю 58,5 МВт (номінальна потужність черги рахується як 55 МВт), розрахованою на використання напору у 22,1 метра.